# Suplemento ao diploma
O suplemento ao diploma é uma ferramenta desenvolvida no âmbito do Processo de Bolonha que acompanha obrigatoriamente um diploma de educação superior europeu, fornecendo uma descrição padronizada da natureza, nível, contexto, conteúdo e estatuto dos estudos concluídos pelo seu titular. Faz parte do portefólio do Europass. Para a Formação Profissional, o Suplemento ao Título de Técnico/Certificado de Profissão também está disponível no Europass.
O suplemento ao diploma consiste em oito partes:
- Informações sobre o titular,
- Informações sobre o diploma,
- Informações sobre o nível de qualificação,
- Informações sobre o conteúdo e os resultados obtidos,
- Informações sobre a função da qualificação,
- Informações complementares,
- Certificação do suplemento,
- Informações sobre o sistema nacional de educação superior.

## História
A base para o desenvolvimento do suplemento ao diploma foi estabelecida com a Convenção sobre o reconhecimento de estudos e diplomas relacionados com a educação superior nos Estados da Região da Europa (adotada em Paris em 21 de dezembro de 1979), com a qual se introduziu a exigência de ter documentação, padronizada entre os vários países e tão detalhada quanto possível sobre os percursos individuais formativos.
Suplementos ao diploma foram gradualmente implementados em universidades europeias como parte do Processo de Bolonha, aproximadamente desde 1999. Os estudantes que se formaram em universidades europeias desde essa data, e dependendo de em que ano o país em que a sua universidade está localizada tornou-se signatário do seu Processo, recebeu um suplemento ao diploma. No entanto, mesmo em 2013 ainda havia algumas universidades europeias, que apesar da participação do seu país há vários anos no Processo de Bolonha, ainda não haviam concluído os procedimentos necessários para a emissão dos suplementos de diploma aos seus graduados.
Em janeiro de 2005, o suplemento ao diploma foi anexado ao dispositivo Europass, "Quadro Comunitário Único para a Transparência das Qualificações e Competências" na Europa.

## Visão geral
O suplemento ao diploma é emitido por instituições nacionais num modelo multilingue desenvolvido em conjunto por um grupo de trabalho que reúne a Comissão Europeia, o Conselho da Europa e a UNESCO. Está desenhado para providenciar uma descrição da natureza, nível, contexto, conteúdo e estatuto dos estudos que foram concluídos com sucesso pelo estudante indicado na qualificação original à qual o suplemento é anexado. Ele deve estar isento de quaisquer juízos de valor, declarações de equivalência ou sugestões sobre reconhecimento. O suplemento ao diploma fornece uma estrutura comum para traduzir as qualificações em toda a UE. É uma ferramenta flexível e não prescritiva que demonstrou poupar tempo, dinheiro e volume de trabalho por parte de um grupo de trabalho da UE.
É importante que os países e instituições educacionais localizadas fora do Espaço Europeu de Educação Superior percebam que os suplementos de diploma não podem ser emitidos retroativamente, pelo que os estudantes que se formaram antes do país da sua instituição se tornar signatário da Convenção de Bolonha não podem ter um suplemento de diploma para esse grau. Consequentemente, solicitar um suplemento ao diploma de um estudante que se formou numa universidade europeia em 1995 ou antes é considerado sem sentido, uma vez que o Processo de Bolonha não estava sequer em vigor antes dessa data.